# Zbrzeźnica
Zbrzeźnica (do końca 2017 roku Zbrzeżnica) – wieś w Polsce położona w województwie podlaskim, w powiecie zambrowskim, w gminie Zambrów.
| SIMC    | Nazwa    | Rodzaj    |
| ------- | -------- | --------- |
| 0411482 | Przytuły | część wsi |
| 0411499 | Zalewy   | część wsi |

Wierni kościoła rzymskokatolickiego należą do parafii Najświętszej Maryi Panny Częstochowskiej w Tabędzu.

## Historia
W latach 1921–1939 wieś i folwark leżał w województwie białostockim, w powiecie łomżyńskim, w gminie Puchały.
Według Powszechnego Spisu Ludności z 1921 roku zamieszkiwało:
- folwark – 30 osób w 2 budynkach mieszkalnych
- wieś – 113 osób w 17 budynkach mieszkalnych[9].

Miejscowości należały do parafii rzymskokatolickiej w m. Puchały. Podlegała pod Sąd Grodzki w Zambrowie i Okręgowy w Łomży; właściwy urząd pocztowy mieścił się w m. Czerwony Bór.
W wyniku napaści ZSRR na Polskę we wrześniu 1939 miejscowość znalazła się pod okupacją sowiecką. Od czerwca 1941 roku pod okupacją niemiecką. Od 22 lipca 1941 do 1945 włączona w skład Landkreis Lomscha, Bezirk Bialystok III Rzeszy.
W latach 1975–1998 miejscowość administracyjnie należała do województwa łomżyńskiego.